# Listă de pictori indonezieni
Aceasta este o listă de pictori indonezieni.
- Affandi (1907–1990)
- Anak Agung Gde Sobrat (1912-1992)
- Arie Smit (1916- ), pictor indonezian de origine olandeză
- Basuki Abdullah
- Basuki Resobowo
- Bonyong Munni Ardhi
- Dedi Eri Supria
- Djoko Pekik
- Dullah
- Gendut Riyanto
- Han Snel (1925-1998), pictor indonezian de origine olandeză
- Hamman
- Haris Purnama
- Hardi
- I Ketut Soki (1946- )
- I Made Djirna (1957-), pictor balinez
- I Nyoman Masriadi (1973- ), pictor balinez
- Ida Bagus Made (1915-1999), pictor balinez
- Kartika Affandi-Koberl (1934- )
- Lee Man Fong
- Marina Joesoef (1959- )
- Mochtar Apin (1923–1994)
- Mustofa Bisri (1944- ), poet și pictor islamic
- Nanik Mirna
- Raden Saleh (1807–1880)
- Sudjana Kerton (1922–1994)
- Supangket
- Tio Tjay (1946- )
- Yunizar (1971- )